# Plat goudkussentje
Het plat goudkussentje (Perichaena depressa) is een slijmzwam in de familie Trichiidae. Het groeit saprotroof op dood hout van loofbomen of -struiken.

## Kenmerken

### Uiterlijke kenmerken
De sporangia zijn 0,3 tot 1,5 mm in diameter. Ze staan meestal dicht bij elkaar en zijn zelden verspreid. De vorm is schijfachtig en door wederzijdse druk kunnen ze ietwat hoekig worden. Het hypothallus loopt onder de vruchtlichamen door en is donkerbruin van kleur, maar vaak doorzichtig en niet duidelijk waarneembaar. Het peridium bestaat uit twee lagen die dicht op elkaar zitten. De buitenste laag is rood tot donkerbruin of bijna zwart. De binnenste laag is vliezig, doorschijnend, lichtgeel van kleur.
Het plasmodium is melkachtig wit.

### Microscopische kenmerken
Capillitia zijn overvloedig aanwezig. Het is een netwerk van slanke, vertakte, gele draden met een diameter van 1,5 tot 2,5 µm. Zo nu en dan zijn kleine stekeltjes of ringvormige insnoeringen aanwezig. De sporen zijn geel, fijnstekelig, rond en 9 tot 12 µm in diameter.

## Verspreiding
Het plat goudkussentje komt voor in Europa, Noord-Amerika, Australië en wat minder vaak in Azië en Afrika. In Nederland komt het matig algemeen voor. Het staat niet op de rode lijst en is niet bedreigd.